# Vedute

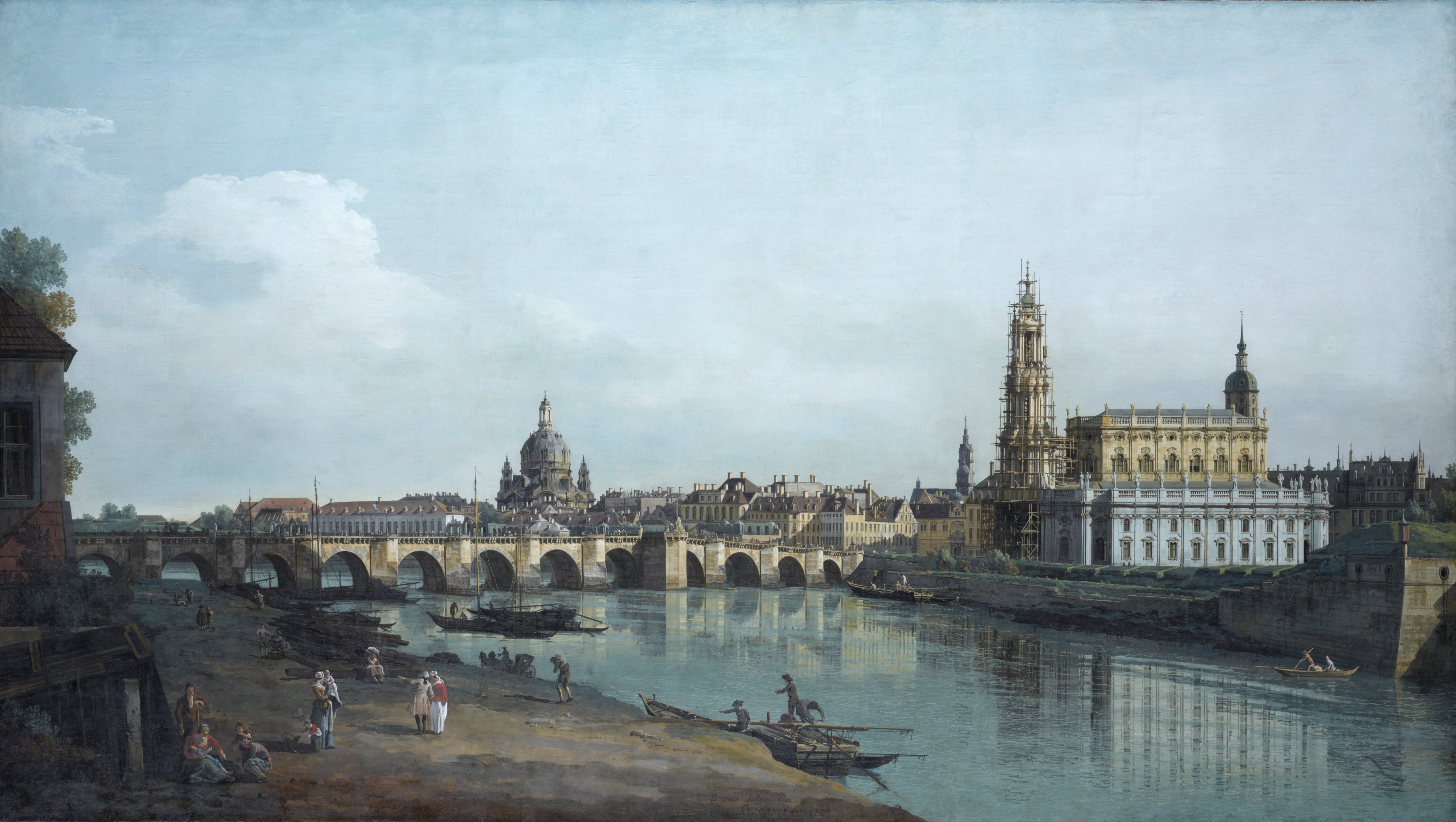
Bernardo Bellotto: Dresden vom rechten Elbufer unterhalb der Augustusbrücke

Eine Vedute (italienisch veduta ‚Ansicht‘, ‚Aussicht‘) ist in der bildenden Kunst (Malerei, Grafik) die wirklichkeitsgetreue Darstellung einer Landschaft oder eines Stadtbildes. Gemäß der Kunsttheorie des 17. und 18. Jahrhunderts ist das Ziel die Wiedererkennbarkeit. Alle anderen Aspekte der Bildgestaltung (Licht und Schatten, Farben usw.) sind weniger wichtig. In der Geschichte der Gartenkunst wird häufig auch die einzelne, von einem oder mehreren festgelegten Blickpunkten zu beobachtende Gartenszenerie als Vedute bezeichnet.

## Entwicklung des Genres

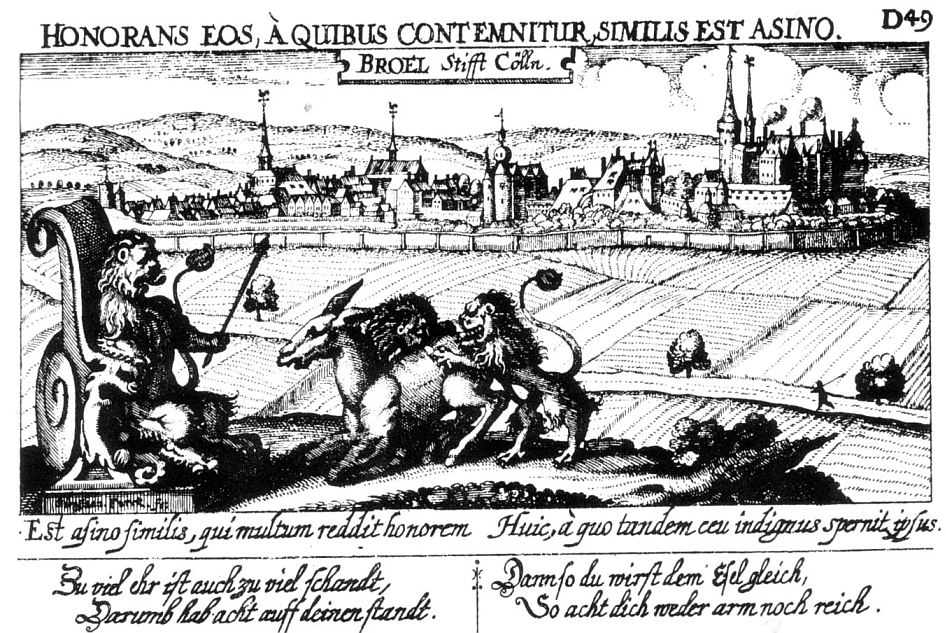
Sebastian Furck: Stadtansicht von Brühl, Kupferstich um 1630

Das Genre der Vedutenmalerei ist der Landschaftsmalerei zuzurechnen. Meist wird der Begriff als Synonym für Stadtansicht benutzt. Richtigerweise aber muss er, gemäß seiner italienischen Etymologie, auch alle Wiedergaben landschaftlicher Motive in quasi-realistischer Form, wie die im 18. Jahrhundert häufig gemalten Ansichten der Wasserfälle von Tivoli, umfassen. In der Forschung wird allgemein das 17. Jahrhundert als Entstehungszeit angegeben. Es könnte aber sein, dass der Beginn eines künstlerischen Interesses an Stadtporträts weit früher anzusetzen ist. Die Holzschnitte aus den Pilger- und Reiseberichten des mittleren 15. Jahrhunderts – wie Reuwichs Stadtansichten von Venedig oder Jerusalem in Bernhard von Breidenbachs Reise ins heilige Land – sind vielleicht noch ein Grenzfall, da dort der Schwerpunkt eher auf dokumentarischer als auf künstlerischer Darstellung liegt. Sicher sind jedoch in der venezianischen Malerei um 1500 zahlreiche Gemälde zu finden, welche die Darstellung der Stadtarchitektur zum Thema haben. Das prominenteste Beispiel ist der von Gentile Bellini für die Scuola San Giovanni Evangelista entworfene Kreuzesreliquienzyklus (um 1495). Er befindet sich heute in der Accademia Venedig. Bellinis Prozession auf dem Markusplatz (1495) oder Vittore Carpaccios Wunder der Reliquie vom heiligen Kreuz (1494) müssen sicher zumindest als Vorläufer der Vedutenmalerei bezeichnet werden. Zweck solcher Stadtansichten war es, wichtige Monumente von historischer oder religiöser Bedeutung bzw. besondere Feierlichkeiten (Prozessionen, Erbhuldigungen usw.) zu verewigen. Der Kupferstich ermöglichte seit der Barockzeit weite Verbreitung.
Maßgeblich für den ungeheuren Erfolg dieses Genres war der Italien-Tourismus der englischen Aristokratie, der im 18. Jahrhundert seinen Höhepunkt erreichte; es war üblich geworden, als „Souvenir“ von der Grand Tour nach Italien Bilder der römischen Antike oder der norditalienischen Städte, die man besucht hatte, nach England mitzunehmen. Bernardo Bellotto und Giovanni Battista Piranesi allerdings wichen von dieser Vorlage ab: Während Piranesi zunehmend phantastisch-antike Capriccios malte, zeugen Bellottos Gemälde mehr und mehr von seiner Beschäftigung mit der zeitgenössischen Wirklichkeit.

## Komposition
Eine Vedute bildet ein Stadtpanorama ab, meist mit Blick auf einen Fluss, einen Kanal, einen Platz oder eine Straße, die den Blick linearperspektivisch in die Tiefe ziehen. Zu unterscheiden sind davon das „städtische Interieur“ und solche Bilder, die die Schnittstelle von Stadt und Land zum Thema haben und die beiden Sujets Vedute und Landschaft verbinden (vgl. dazu Stadtlandschaft).
Veduten haben oft etwas prospekt- oder kulissenhaftes. Sie dokumentieren einerseits die besonders anziehenden und reizvollen Seiten einer Landschaft, einer Gruppe von Gebäuden im Sinne einer „Ansicht“ – eine Funktion, die später Fotografie und Ansichtskarte übernahmen – wollen aber auch als Bild an sich, als Gemälde, Kunstwerk über die Funktion hinaus, Dokument zu sein, wahrgenommen werden.

## Vertreter der Vedutenmalerei
Einen bedeutender früher Vertreter der Vedutenmalerei war Viviano Codazzi, der um 1630 bis 1670 in Rom und Neapel wirkte. Als „Vater der neuzeitlichen Vedute“ (Andrzej Rottermund 2005) gilt jedoch häufig der niederländisch-italienische Maler Gaspar van Wittel (Vanvitelli), der in Holland das Malerhandwerk erlernte, aber sein Leben großteils in Rom verbrachte. Durch ihn wurde die camera obscura als Arbeitsgerät in die italienische Vedutenmalerei eingeführt, der sich auch die Hauptvertreter der venezianischen Schule der Vedutenmalerei, Luca Carlevarijs, Giovanni Antonio Canal gen. Canaletto, Bernardo Bellotto gen. Canaletto, Francesco Guardi und Michele Marieschi bedienten. Zu den herausragenden Vertretern der Vedutenmalerei gehören auch Giovanni Battista Piranesi, Domenico Quaglio und Rudolf Wiegmann. Als einer der bedeutendsten Vedutenmaler des 19. Jahrhunderts gilt der Schotte David Roberts. Im Deutschland des 19. Jahrhunderts wurden die Großstadtveduten von Eduard Gaertner bekannt.

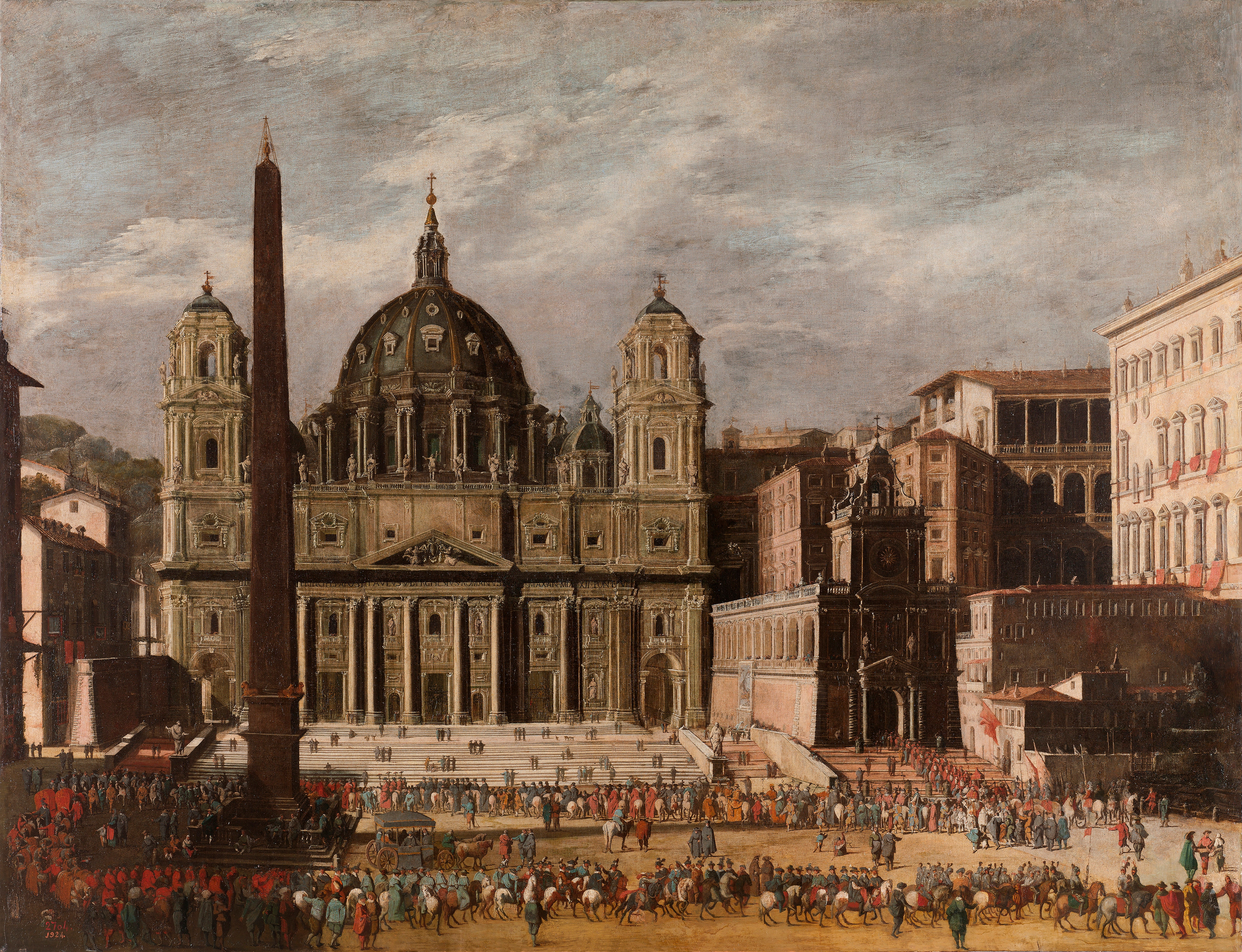
Viviano Codazzi: Der Petersdom in Rom, um 1630–36, Öl auf Leinwand, 168 × 220 cm, Prado, Madrid.
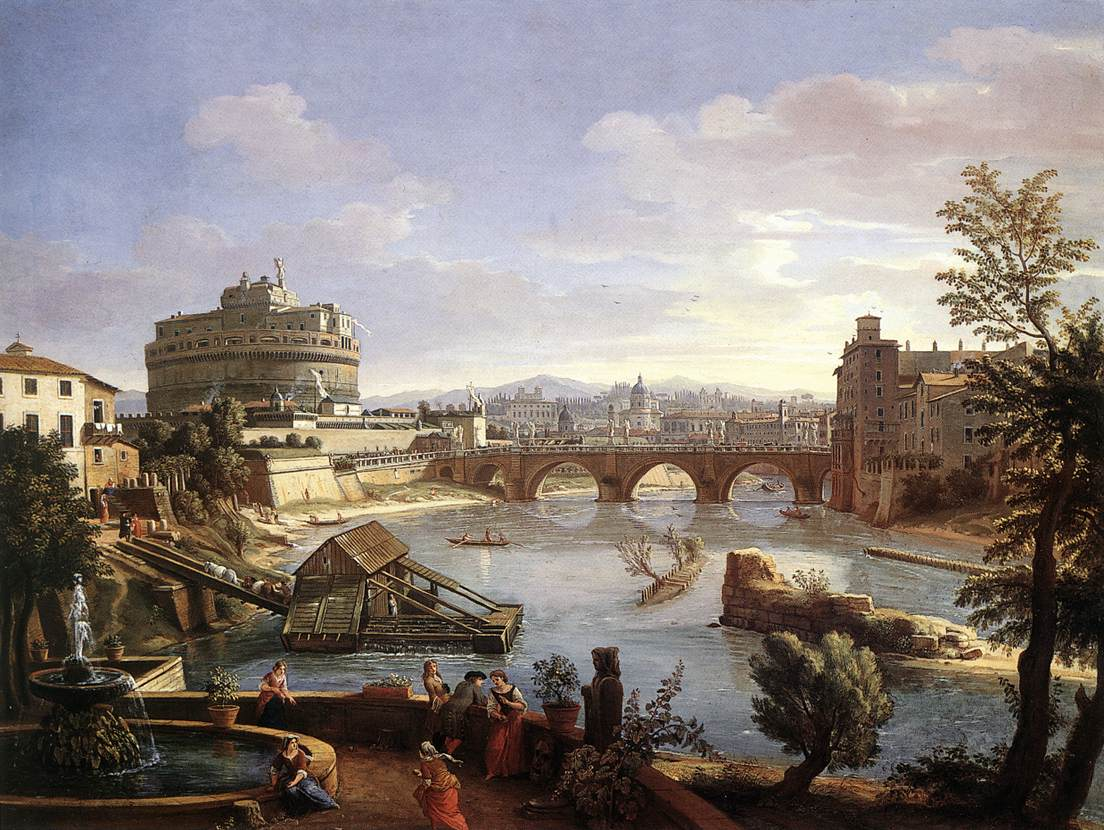
Gaspar van Wittel: Engelsburg in Rom von Süden
Giovanni Antonio Canal gen. Canaletto: Rückkehr des Bucintoro zum Pier am Himmelfahrtstag, ca. 1727–1729 (Puschkin-Museum, Moskau)
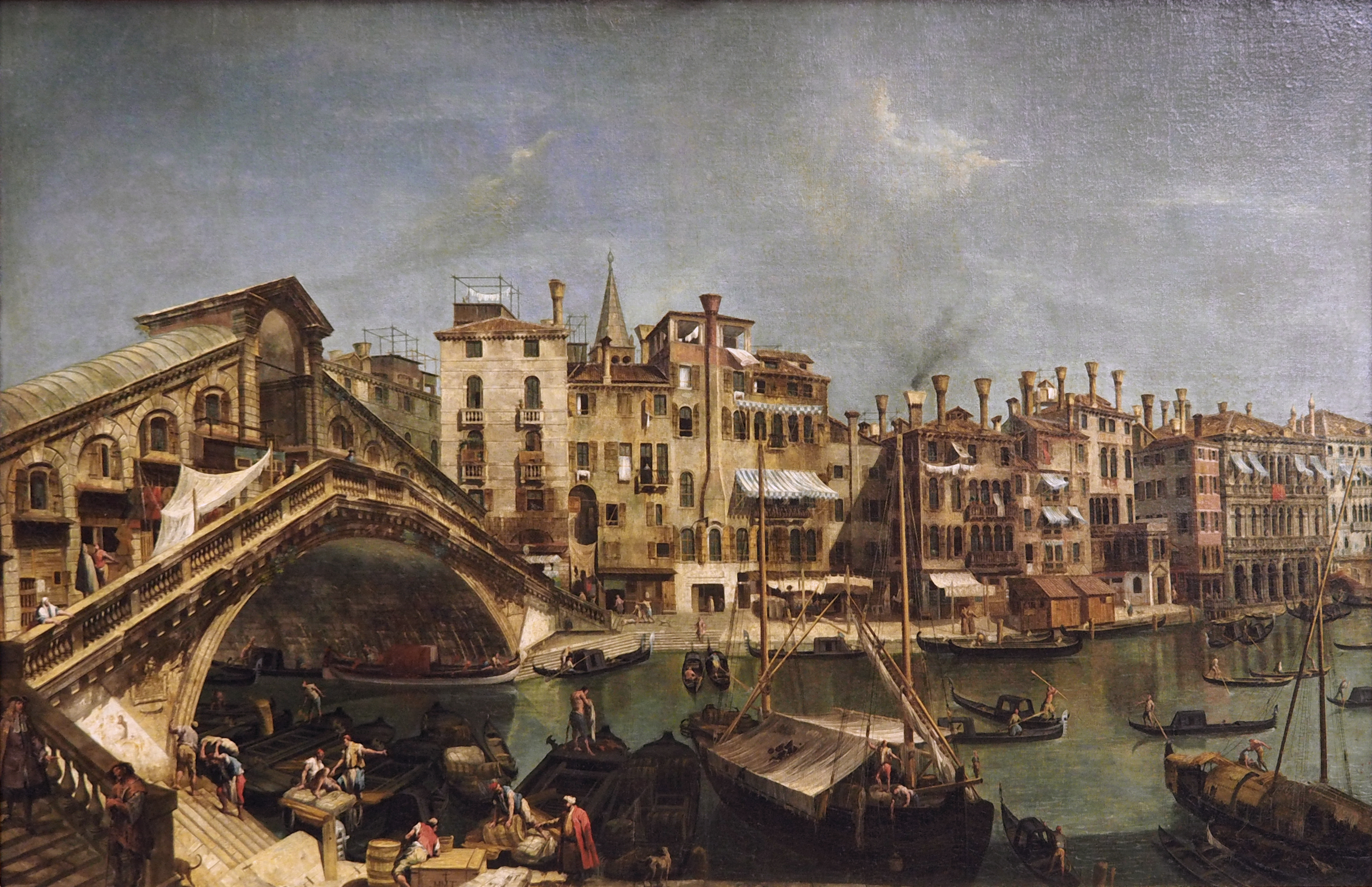
Michele Marieschi: Rialtobrücke in Venedig, um 1740 (Eremitage, St. Petersburg)
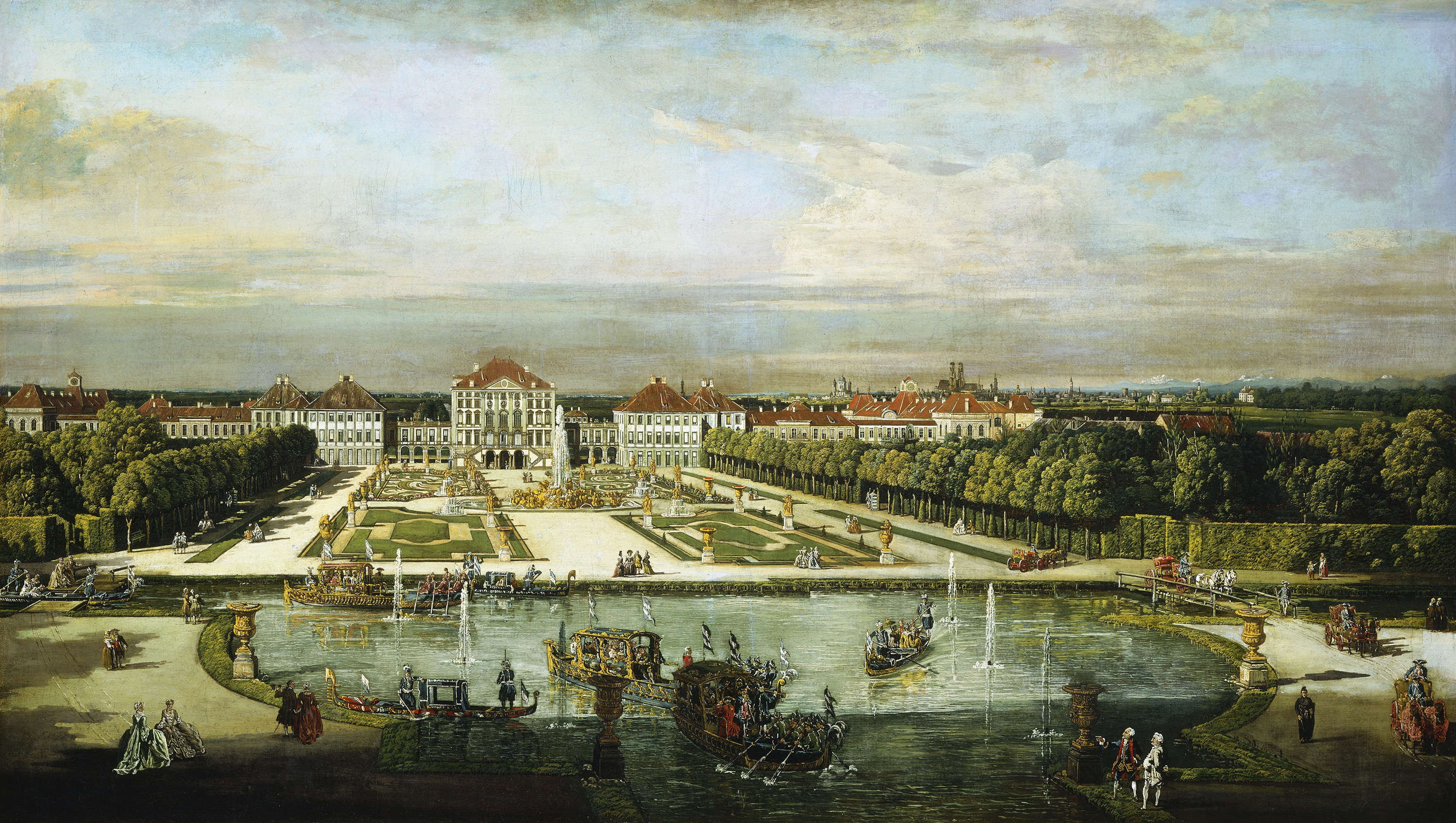
Bernardo Bellotto gen. Canaletto: Schloss Nymphenburg bei München, ca. 1761 (National Gallery, London)
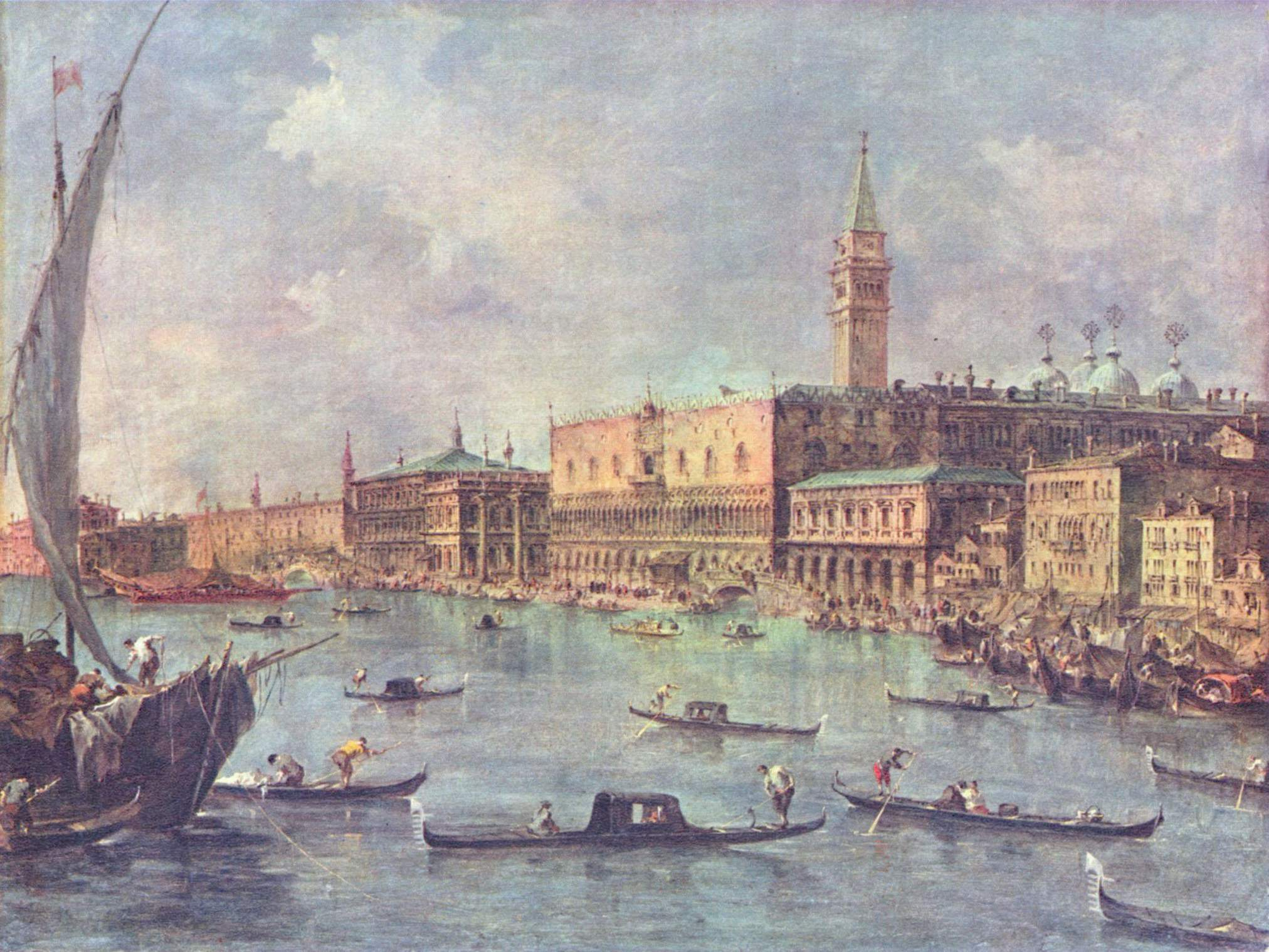
Francesco Guardi: Der Dogenpalast in Venedig
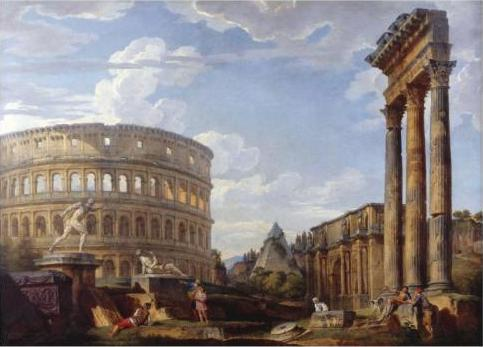
Giovanni Paolo Pannini: Kolosseum und Triumphbogen des Kaisers Konstantin in Rom